# Discographie de Gotye
Voici la discographie de l'auteur-compositeur-interprète belge Gotye, composée de 3 albums studio et 6 singles.

## Discographie

### Albums studio
| Album                                                            | Détails                                                                                         | Meilleure position | Meilleure position | Meilleure position | Meilleure position | Meilleure position | Meilleure position | Meilleure position | Meilleure position | Meilleure position | Meilleure position | Meilleure position | Certifications |
| Album                                                            | Détails                                                                                         | AUS                | AUT                | BEL (Fl)           | CAN                | ALL                | P-B                | Nouvelle-Zélande   | POL                | SUI                | R-U                | US                 | Certifications |
| ---------------------------------------------------------------- | ----------------------------------------------------------------------------------------------- | ------------------ | ------------------ | ------------------ | ------------------ | ------------------ | ------------------ | ------------------ | ------------------ | ------------------ | ------------------ | ------------------ | --- |
| Boardface                                                        | - Sortie : février 2003 - Label: Creative Vibes - Format: CD                                    | 93                 | —                  | —                  | —                  | —                  | —                  | —                  | —                  | —                  | —                  | —                  | |
| Like Drawing Blood                                               | - Sortie : 21 mai 2006 - Label: Creative Vibes - Format: CD, téléchargement digital, LP         | 13                 | —                  | 45                 | —                  | —                  | —                  | —                  | —                  | —                  | —                  | —                  | - Australie ARIA : Platine                                                                                             |

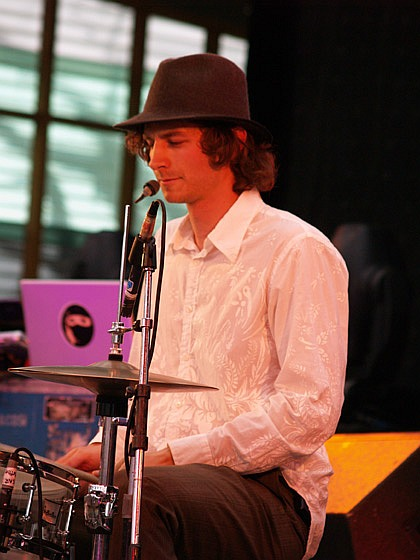
Gotye

| Making Mirrors                                                   | - Sortie : 19 août 2011 - Label: Samples 'n' Seconds Records - Format: CD, digital download, LP | 1                  | 6                  | 3                  | 5                  | 3                  | 5                  | 8                  | 1                  | 10                 | 4                  | 9                  | - Australie : 3 × Platine - Belgique BEA : Platine - Allemagne BM : Or - Pologne PSPI : Platine - Royaume-Uni BPI : Or |
| "—" Signifie que l'album n'est pas classé ou sorti dans le pays. |                                                                                                 |                    |                    |                    |                    |                    |                    |                    |                    |                    |                    |                    | |

### Autres albums
| Titre       | Détails                                                        | Meilleure position |
| Titre       | Détails                                                        | Australie ARIA     |
| ----------- | -------------------------------------------------------------- | ------------------ |
| Mixed Blood | - Sortie : juillet 2007 - Label : Creative Vibes - Format : CD | 64                 |

### EP
- 2009 : Heart's a Mess remix EP

### Gotye, Monty Cotton & The Basics
- 2020 : Live at The Songroom - Season 2, Episode 9 (album de 11 titres, disponible uniquement en téléchargement).

## Singles
| Titre                                                                           | Année | Meilleure position | Meilleure position | Meilleure position | Meilleure position | Meilleure position | Meilleure position | Meilleure position | Meilleure position | Meilleure position | Meilleure position | Meilleure position | Meilleure position | Certifications | Album              |
| Titre                                                                           | Année | AUS                | AUT                | BEL (FLA)          | CAN                | ALL                | IRL                | N-Z                | P-B                | POL                | SUI                | R-U                | US                 | Certifications | Album              |
| ------------------------------------------------------------------------------- | ----- | ------------------ | ------------------ | ------------------ | ------------------ | ------------------ | ------------------ | ------------------ | ------------------ | ------------------ | ------------------ | ------------------ | ------------------ | --- | ------------------ |
| Learnalilgivinanlovin                                                           | 2006  | —                  | —                  | 60                 | —                  | —                  | —                  | —                  | —                  | —                  | —                  | —                  |                    | | Like Drawing Blood |
| Hearts a Mess                                                                   | 2007  | 82                 | —                  | 53                 | —                  | —                  | —                  | —                  | —                  | —                  | —                  | —                  | —                  | | Like Drawing Blood |
| Eyes Wide Open                                                                  | 2010  | 55                 | —                  | 33                 | —                  | —                  | —                  | —                  | —                  | —                  | —                  | —                  | —                  | | Making Mirrors     |
| Somebody That I Used to Know (featuring Kimbra)                                 | 2011  | 1                  | 1                  | 1                  | 3                  | 1                  | 1                  | 1                  | 1                  | 1                  | 2                  | 1                  | 1                  | - Australie : 11× Platine - Autriche IFPI : Or - Belgique : 2 × Platine - Allemagne : Platine - Nouvelle-Zélande RIA : 3 × Platine - Suisse IFPI : 3 × Platine - États-Unis RIAA : 7 × Platine | Making Mirrors     |
| "—" signifie que le single n'est pas sorti ou ne s'est pas classé dans le pays. |       |                    |                    |                    |                    |                    |                    |                    |                    |                    |                    |                    |                    | |                    |

### Autres chansons classées
| Titre       | Année | Meilleure position | Album              |
| Titre       | Année | Belgique (Flandre) | Album              |
| ----------- | ----- | ------------------ | ------------------ |
| Coming Back | 2009  | 68                 | Like Drawing Blood |

### Singles promotionnels
| Titre            | Année | Album          |
| ---------------- | ----- | -------------- |
| Easy Way Out[a]  | 2011  | Making Mirrors |
| I Feel Better[a] | 2011  | Making Mirrors |

### Bande Annonce
- Whip It: Original Motion Picture Soundtrack (2009) – Learnalilgivinanlovin
- Going the Distance : Original Motion Picture Soundtrack (2010) – Learnalilgivinanlovin